# كو كيونغ-هيون
كو كيونغ-هيون (هانغل: 구경현) هو لاعب كرة قدم كوري جنوبي في مركز الوسط، ولد في 30 أبريل 1981 في كوريا الجنوبية. لعب مع جيجو يونايتد ونادي سول.

## وصلات خارجية
- كو كيونغ-هيون على موقع دوري كوريا الجنوبية (الإنجليزية)
- كو كيونغ-هيون على موقع قاعدة بيانات كرة القدم.إي يو (الإنجليزية)
- كو كيونغ-هيون على موقع Soccerway.com (الإنجليزية)